# Ahaetulla borealis
Ahaetulla borealis — вид змій родини полозових (Colubridae). Описаний у 2020 році.

## Розповсюдження
Ендемік Індії. Поширений у Західних Гатах від Сірсі (штат Карнатака) на північ до Матерана (Махараштра). Трапляється у вологих листяних та напіввічнозелених лісах від низьких до середніх висот, 300—750 м над рівнем моря.

## Таксономія
Представників виду раніше відносили до Ahaetulla nasuta. Дослідження 2020 року показало, що A. nasuta є видовим комплексом, що складається з 5 видів: A. nasuta sensu stricto, A. borealis, A. farnsworthi, A. isabellina, та A. malabarica.